# Quarto Pianesi
Quarto Pianesi (* 18. Mai 1940 in Macerata; † 15. Januar 2022 in San Donato Milanese) war ein italienischer Hockeyspieler.
Quarto Pianesi gehörte bei den Olympischen Spielen 1960 in Rom der italienischen Hockeynationalmannschaft an, die den 13. Platz belegte.
Pianesi starb am 15. Januar 2022 im Alter von 81 Jahren während der COVID-19-Pandemie in Italien an den Folgen einer SARS-CoV-2-Infektion in San Donato Milanese.